# Storia della Polonia (1918-1939)
La storia della Polonia tra il 1918 e il 1939 comprende il periodo che va dal riconoscimento della sua indipendenza all'invasione da parte della Germania nazista, evento che fece scoppiare la Seconda Guerra Mondiale.
La Polonia rinacque dopo oltre un secolo dalla sua spartizione, avvenuta a fine Settecento. La sua indipendenza venne sancita dal trattato di Versailles del giugno 1919 e i suoi confini vennero definiti dopo una serie di conflitti locali tra il 1918 e il 1921. Le frontiere polacche vennero stabilite nel 1922 e riconosciute nel 1923.
Inizialmente il panorama politico polacco fu caotico, fino a quando non arrivò al potere Józef Piłsudski (1867–1935) nel maggio 1926. La politica agraria si basava sulla redistribuzione delle terre. Tra gli anni Venti e Trenta la Polonia ebbe una certa crescita economica.
Un terzo della popolazione era composto da minoranze, come ucraini, tedeschi, ebrei, bielorussi e lituani

## Primi anni (1918-1921)
L'indipendenza polacca venne promossa con successo a Parigi da Roman Dmowski e Ignacy Paderewski. Il presidente Woodrow Wilson menzionò l'indipendenza della Polonia nei suoi "Quattordici punti". Nei termini di pace la Germania doveva ritirare le sue truppe. Quando terminò la guerra, i tedeschi liberarono Piłsudski. L'11 novembre 1918 questi prese il governo. Nel frattempo Ignacy Daszyński era a capo di un governo a Lublino. Nonostante ciò Piłsudski fu riconosciuto come capo di governo della nuova nazione polacca ancora in fasce. La Germania seguì i termini dell'armistizio e pertanto ritirò le sue truppe. Jędrzej Moraczewski divenne il primo ministro e Dmowski fu a capo del maggior partito.
Dalla sua nascita, la Repubblica polacca dovette combattere una serie di guerre per difendere i suoi confini. La nazione era prevalentemente agricola e le aree più ricche si trovavano ad ovest, un tempo territorio dell'Impero tedesco. L'industrializzazione della Polonia arrivò lentamente alla fine degli anni Trenta.

### Confini
La maggior parte dei leader polacchi dell'epoca puntavano alla creazione di una "Grande Polonia" che includesse la Prussia orientale e la città di Königsberg. Allo stesso tempo erano rivendicati i vecchi confini della Confederazione polacco-lituana come pretesa massima da Roman Dmowski. Questi territori erano stati sotto controllo dell'Impero russo e quei popoli, ucraini, lituani, lettoni ed estoni, stavano lottando per la propria indipendenza; pertanto i leader polacchi non potevano riportare i confini della Polonia come erano nel Seicento. Iniziò il dibattito tra i politici dell'epoca su quale territorio doveva estendersi il nuovo stato polacco. Józef Piłsudski parteggiava per una federazione di stati indipendenti. Roman Dmowski, capo del movimento Endecja, pensava a uno stato etnicamente compatto, con l'eventualità di "polonizzare" le minoranze.

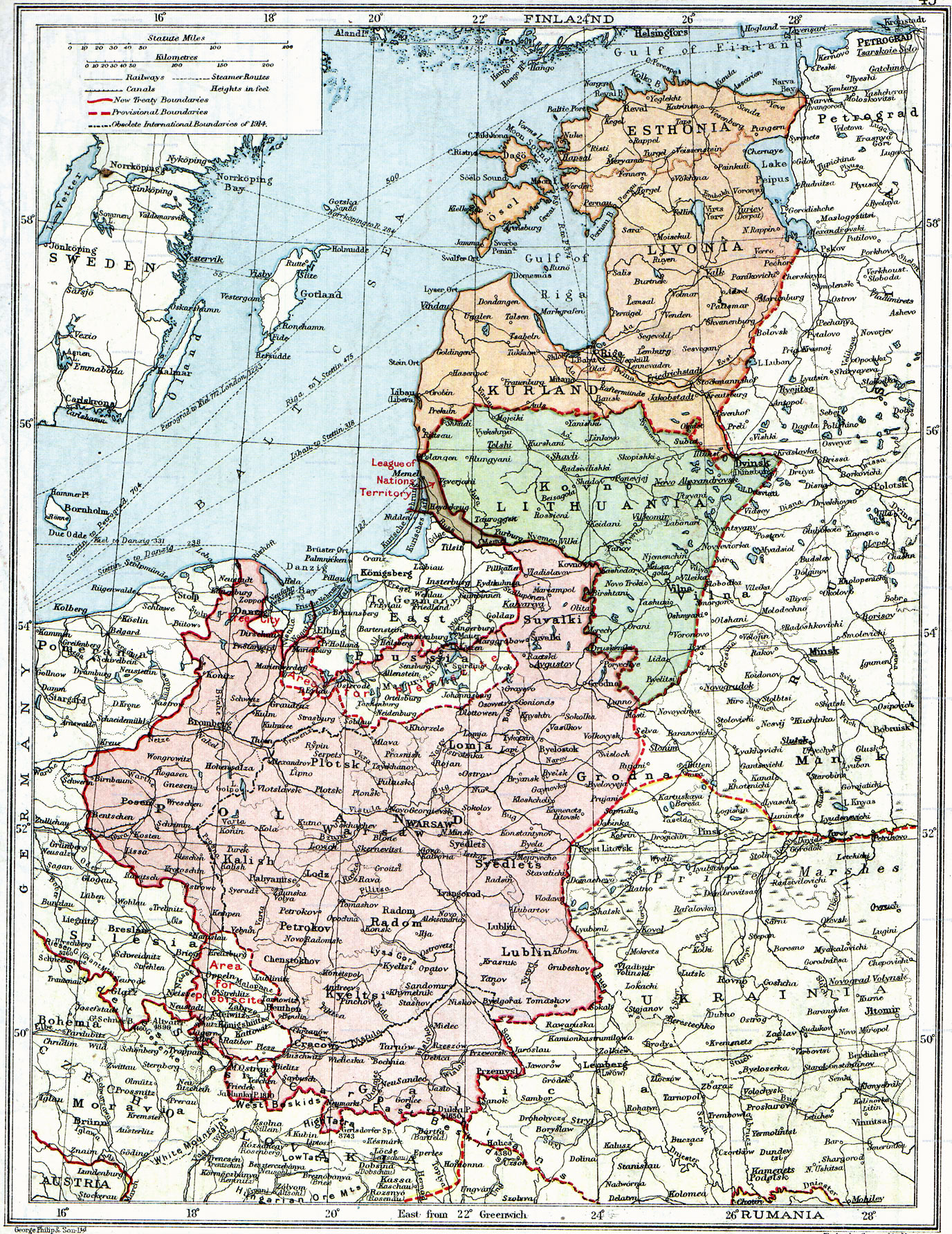
Mappa del 1920 che mostra la situazione politica dopo i trattati di Brest-Litovsk e Versailles e prima della pace di Riga

A sud-ovest la Polonia pretendeva la zona detta Zaolzie. La Germania, uscita sconfitta dal conflitto, dovette cedere alcuni territori ai suoi nuovi vicini orientali. Il trattato di Versailles sancì i nuovi confini tra la Germania e la Polonia. La citta di Danzica (in polacco Gdańsk), che aveva una maggioranza di cittadini di etnia tedesca e una minoranza polacca, divenne una città-stato indipendente dalla Germania. La Polonia ricevette parte della Slesia.

### La guerra contro la Russia sovietica
Il conflitto militare con l'Unione Sovietica provò la determinazione dei polacchi a difendere i propri confini orientali. Piłsudski promosse una federazione con parte dell'Ucraina e la Lituania, chiamata  "Intermarium" (in polacco: "Międzymorze", letteralmente "area tra i mari"). Lenin, capo del nuovo governo comunista di Russia, vedeva la Polonia come un ponte per espandere il comunismo in Germania. Nel frattempo le trattative per una federazione sfumarono e quindi scoppiò un conflitto tra la Polonia e l'Ucraina e la Lituania.
Nel 1919 scoppiò la guerra contro l'Unione Sovietica. Nel 1920 l'esercito polacco riuscì ad arrivare a Kiev; venne però sconfitto, appena due settimane dopo, da una forte controffensiva dell'Armata Rossa e dovette ripiegare in patria. Il destino della Polonia sembrava segnato; tuttavia nella battaglia di Varsavia la Polonia ottenne un'insperata vittoria. Il "Miracolo della Vistola" rimane nella memoria collettiva dei polacchi. La Polonia e l'Unione Sovietica arrivarono alla sigla della pace di Riga all'inizio del 1921 con la quale venivano sanciti i confini tra i due stati.
Nel 1922 la Polonia acquisì la Lituania centrale a seguito di un plebiscito.

## Dalla democrazia al governo autoritario

La Polonia nel periodo fra le due guerre mondiali

Il nuovo stato polacco si trovò di fronte a molte sfide: il territorio devastato da anni di guerra, l'economia stagnante, un terzo della popolazione composta da minoranze, le industrie ancora in mani tedesche, oltre alla necessità di reintegrare le tre parti rimaste separate per oltre un secolo e mezzo. La vita politica in Polonia tornò normale nel 1921, quando venne adottata una costituzione con la quale il potere legislativo veniva centrato sulla Sejm. Si formò una moltitudine di partiti, i quali avevano diverse ideologie. Non venne presa in considerazione l'idea di ripristinare la monarchia. I maggiori partiti erano Wyzwolenie, di sinistra, e i Nazionaldemocratici, di destra, capeggiati da Dmowski.

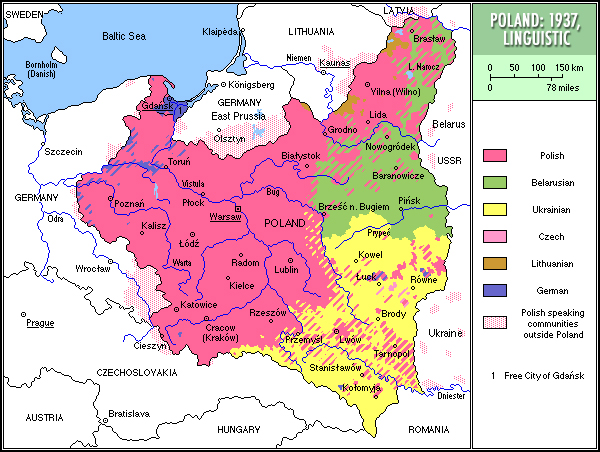
Le minoranze linguistiche in Polonia nel 1937

Il nuovo governo si trovò di fronte a numerosi problemi, su tutti la corruzione dilagante anche tra gli alti funzionari. Inoltre c'era un forte dibattito se includere o meno le minoranze etniche nel governo. Roman Dmowski proponeva la creazione di uno stato polacco etnicamente omogeneo, con venature antigermaniche ed antisemite, ponendo enfasi sul carattere cattolico della Polonia, e chiedendo di conseguenza uno stato confessionale. Tuttavia Piłsudski optava per la soluzione multi-etnica. Il suffragio universale diede una voce alle minoranze quando esse formarono una coalizione che permise a Gabriel Narutowicz di arrivare alla presidenza nel 1922; questi venne però assassinato solo cinque giorni dopo. Il blocco delle minoranze divenne insignificante negli anni Trenta.

### Il colpo di stato del 1926
Dopo l'adozione della costituzione, Piłsudski dovette rassegnare le dimissioni, ma continuò ad avere un ruolo politico attivo. Data l'inefficienza della Sejm, alcuni dei suoi collaboratori gli suggerirono di tentare un colpo di stato in modo da riguadagnare il potere. Inizialmente scettico, nel maggio 1926 Piłsudski fece il colpo di stato con successo e senza spargimento di sangue, diventando per un decennio l'uomo forte della Polonia. La Sejm continuò ad essere attiva, ma approvava solo ciò che Piłsudski voleva. Le opposizioni vennero progressivamente messe a tacere.

### Problemi economici e sociali
Negli anni Venti e Trenta l'economia della Polonia era per la maggior parte rurale. Il governo nazionalizzò le industrie in mano straniere. Mancavano capitali interni. La Grande depressione del 1929 impoverì i ceti rurali. 

#### Le minoranze etniche
Circa un terzo della popolazione era composto da minoranze, tra cui cinque-sei milioni di ucraini, oltre tre milioni di ebrei, un milione e mezzo di bielorussi e circa ottocentomila tedeschi. Le minoranze etniche vennero progressivamente estromesse dalla vita politica.
Le relazioni con la minoranza ucraina, che nelle province orientali era di fatto maggioranza, erano piuttosto complicate. Nello sforzo di "polonizzare" gli ucraini, si registrarono diversi episodi di sabotaggio. La tensione tra governo e minoranza ucraina era alta. Nel 1935 si arrivò a un compromesso che momentaneamente calmò la situazione.
Quando gli effetti della Grande depressione peggiorarono le condizioni di vita, iniziò a dilagare il risentimento verso la minoranza ebrea.
D'altro canto, già dagli anni Venti il governo polacco aveva escluso gli ebrei dai pubblici uffici. Altre limitazioni vennero sancite nel decennio successivo. Dopo la morte di Józef Piłsudski nel 1935, i Nazional Democratici (Endeks) aumentarono i loro sforzi per isolare gli ebrei polacchi. Tuttavia il governo polacco supportava il sionismo e perorava la creazione di uno stato ebraico, poiché era desideroso di riallocare la sua minoranza. f>

### Ruralismo
Sette decimi dei polacchi erano lavoratori agricoli. La Polonia soffriva, come del resto tutta l'Europa orientale, di arretratezza tecnologica, scarsa produttività e mancanza di capitali circolanti e mercati di sbocco. L'area già tedesca era in una situazione migliore rispetto a quelle già austro-ungarica e russa. I contadini polacchi chiedevano vivamente la redistribuzione della proprietà terriera. Venne fatta una riforma agraria, ma su basi etniche. I contadini di origine tedesca, considerati stranieri dal 1919, persero le loro terre. Di contro, ad est, dove i braccianti ucraini lavoravano per conto di polacchi, la proprietà terriera non venne toccata.
Il politico socialista Bolesław Limanowski propose una sorta di "socialismo agrario" adatto alla Polonia, con tenute agricole di proprietà statale da contrapporre alle inefficienti piccole proprietà contadine.

## Relazioni internazionali
Józef Beck divenne ministro degli esteri nel 1935. All'epoca la Polonia aveva formulato dei piani di guerra contro l'Unione Sovietica, ma non contro la Germania nazista. Stato cuscinetto tra due governi autoritari, la Polonia si trovava isolata.
Già nel 1921 la Polonia aveva siglato due accordi difensivi, uno con la Francia in caso di aggressione tedesca, l'altro con la Romania contro la minaccia sovietica.
La Polonia tentò di porsi a capo di un blocco indipendente di nazioni, ma tuttavia si trovò spesso in disputa con i suoi vicini. Fino a metà degli anni Trenta la Francia sembrava un ottimo alleato per fermare le ambizioni tedesche.
Con il Trattato di Locarno del 1925 la Germania riconobbe i suoi confini occidentali con la Francia, ma non quelli orientali con la Polonia. Nello stesso anno iniziò una guerra commerciale tra Germania e Polonia. Le relazioni con l'Unione Sovietica rimasero ostili, ma Piłsudski riuscì a negoziare un trattato di non agressione nel 1932.
Poco dopo, Adolf Hitler arrivò al potere. Piłsudski propose alla Francia di attaccare preventivamente la Germania per scacciare Hitler. Dopo alcune concessioni su Danzica, le relazioni tra Germania e Polonia sembravano amichevoli, tanto che venne siglato un trattato di non aggressione nel gennaio 1934. Allo stesso tempo, la Polonia non entrò nella Piccola intesa tra Cecoslovacchia, Jugoslavia e Romania, perché aveva frizioni con la Cecoslovacchia.

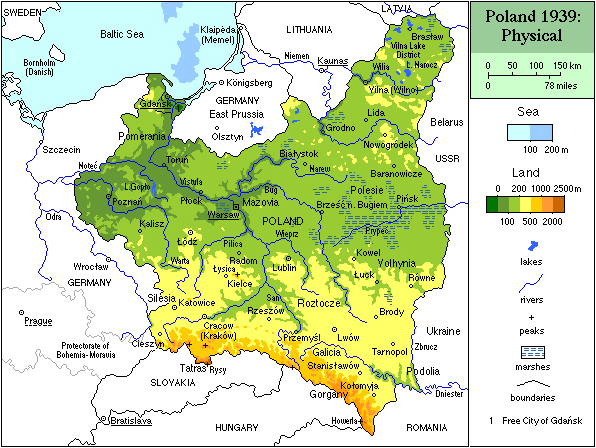
Carta fisica della Polonia, 1939

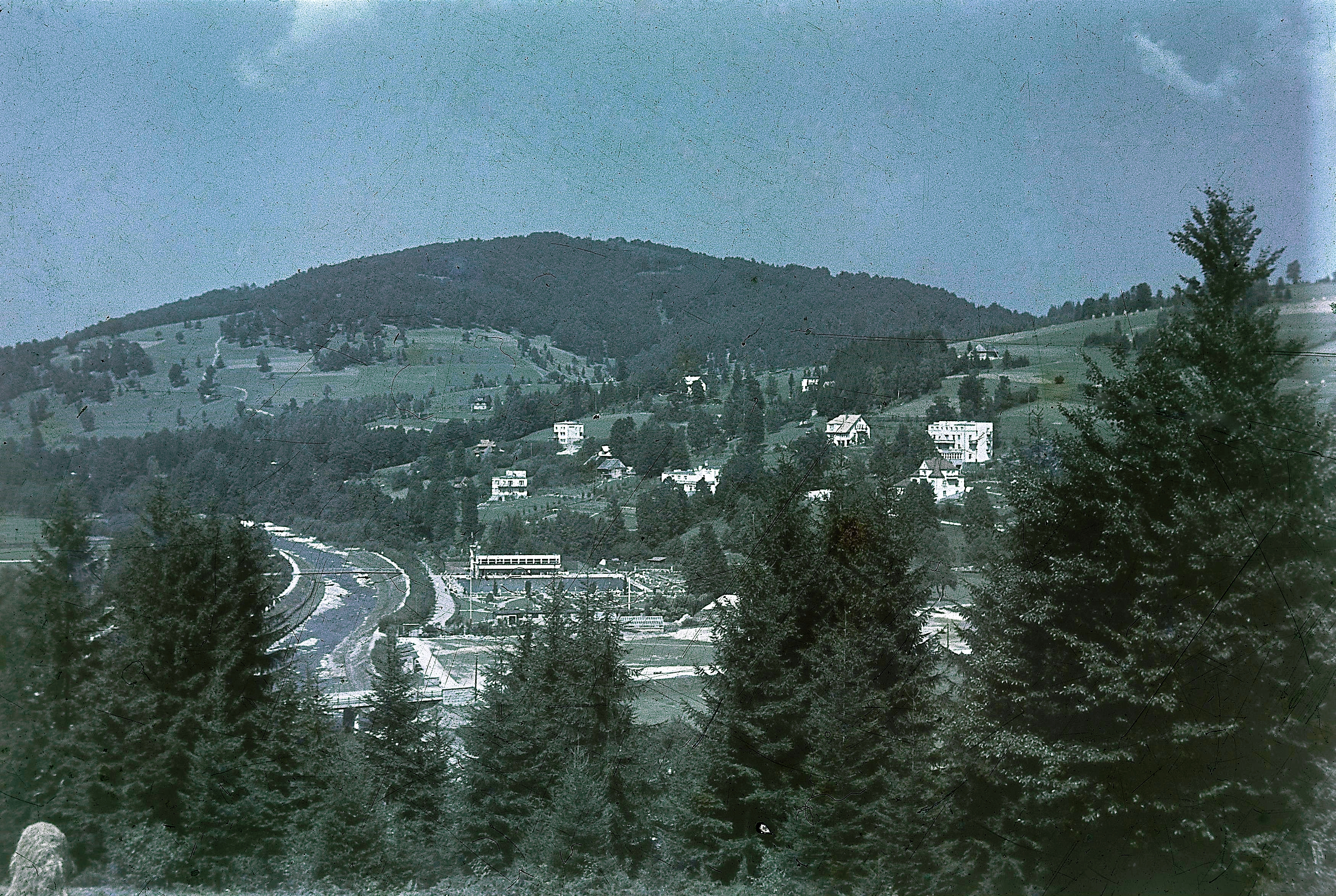
Panorama della città termale di Wisła, 1939

La Francia, alleata sia con la Polonia che con la Cecoslovacchia, premeva affinché le due nazioni trovassero un accordo e collaborassero con l'Unione Sovietica. Polonia e Cecoslovacchia erano in disaccordo non soltanto per questioni di confine, ma anche sul loro rapporto con l'Unione Sovietica, ostile la Polonia, distensivo la Cecoslovacchia. Il presidente Edvard Beneš temeva che i rapporti con la Polonia potevano danneggiare la Cecoslovacchia e così rigettò la proposta di Beck di formare una cooperazione antitedesca.
Non riuscendo a raggiungere un patto con gli altri paesi dell'Europa orientale, la Polonia si trovava dunque isolata ed aveva solo l'alleanza garantita dalla Francia.
Nel maggio 1934 la Polonia rinnovò il patto di non aggressione con l'Unione Sovietica, che si sarebbe dovuto estendere fino al 31 dicembre 1945. Benché improntate al rispetto reciproco, alla fine degli anni Trenta le relazioni con l'Unione Sovietica erano fredde, mentre quelle con la Germania erano quasi amichevoli.

### Forza militare
Il bilancio del 1934-35 assegnò 762 milioni di zloty all'esercito. La forza effettiva era di 7.905 ufficiali, 37.000 militari professionisti e 211.110 coscritti. Oltre che all'esercito, il bilancio assegnava 105 milioni di zloty alle forze di polizia, consistenti in 774 ufficiali e 28.592 uomini.
Nel 1939 la Polonia aveva un grande esercito, con 283 000 uomini, 37 divisioni di fanteria, 11 brigate di cavalleria e due brigate corazzate, oltre ad alcune unità di artiglieria. Altri 700 000 di uomini erano riservisti. Un problema grave era la mancanza di fondi per modernizzare i carri armati.

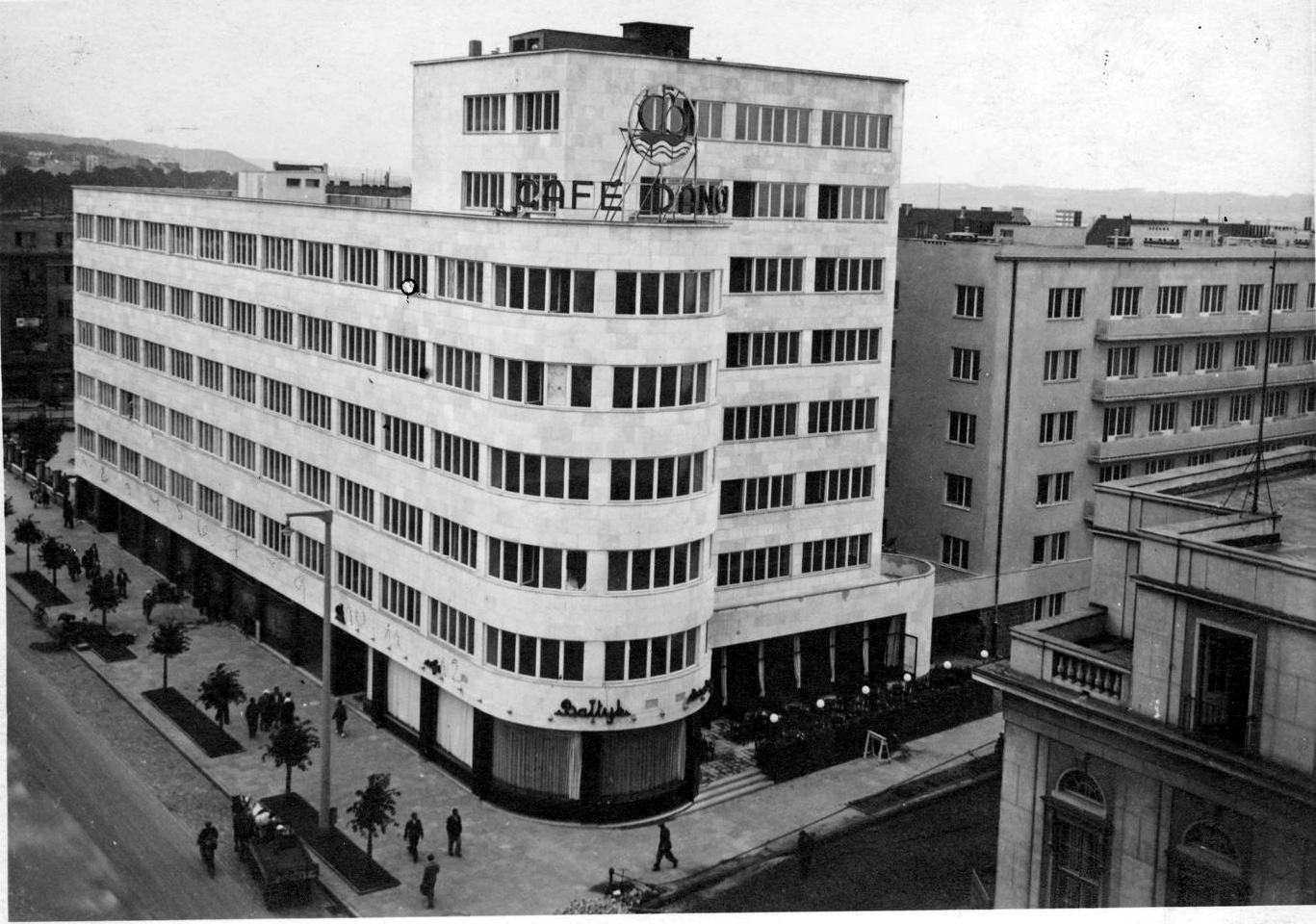
Gdynia, il porto, circa 1926

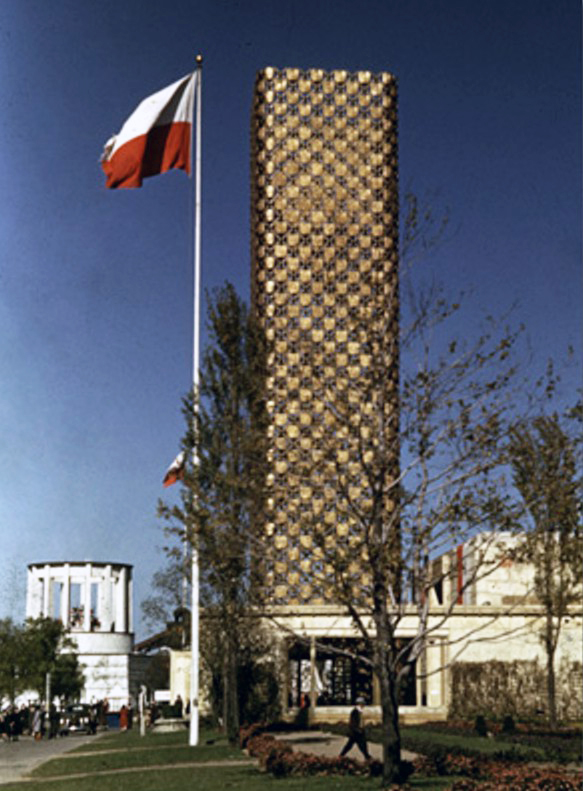
Padiglione polacco all'Esposizione universale di New York, 1939

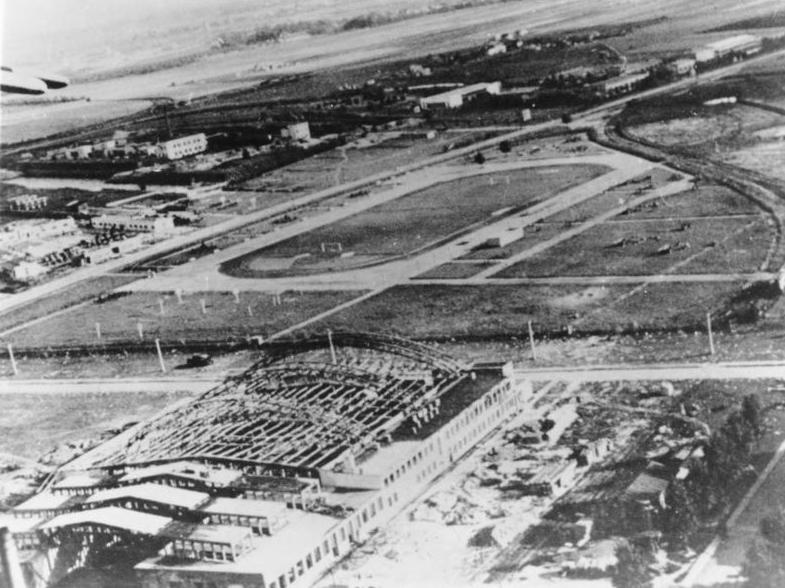
Vista dall'alto della PZL di Varsavia dopo l'invasione tedesca, dicembre 1939

La Polonia possedeva la PZL, azienda statale che riuscì a produrre ottimi aerei agli inizi degli anni Trenta, tra i più avanzati al mondo, come il PZL P.11. Verso la metà degli anni Trenta venne sviluppato il successore P-24, destinato all'esportazione. Nel 1939 la Polonia aveva in dotazione i P-11, ormai obsoleti, e una dozzina di P-7, ancora più antiquati. Al momento dell'invazione tedesca, erano in costruzione trentasei moderni PZL.37 Łoś. Nel 1939 la Polonia aveva 390 aerei da combattimento contro i 2.800 della Germania, assai più moderni e potenti.
Nel 1939 la Polonia poteva essere considerata tra le dieci potenze militari dell'epoca, nonostante le sue debolezze intrinseche.

### Politica estera 1935–39
Dopo la morte di Piłsudski, avvenuta nel maggio 1935, il potere politico venne preso da cinque uomini, il presidente Ignacy Mościcki, il vicepresidente Eugeniusz Kwiatkowski, il primo ministro Felicjan Sławoj Składkowski, il maresciallo Edward Smigly-Rydz, comandante in capo dell'esercito polacco e il colonnello Józef Beck, che ebbe competenza esclusiva sulla politica estera. Si tennero delle elezioni, ma la Sejm restò esautorata dal potere.
Il sogno della Polonia di diventare leader di un blocco di paesi neutrali dell'Europa orientale svanì nel 1933 con l'avvento di Hitler al potere, che puntava a una politica dichiaratamente espansionista. Piłsudski trattenne i legami con la Francia, ma temeva la loro inutilità. Alla fine degli anni Trenta la Polonia si proponeva di tenere rapporti normali tanto con la Germania quanto con l'Unione Sovietica, cioè di equidistanza tra le due potenze. L'obiettivo di Beck era di non confrontarsi con la Germania e con l'URSS.
Nel marzo 1938 ci fu un incidente di confine con la Lituania e la Polonia presentò un ultimatum alla piccola nazione baltica; di fronte alla minaccia di guerra, la Lituania accettò tutte le richieste polacche. Nell'ottobre 1938 venne siglato il Trattato di Monaco, con il quale la Germania acquisì i territori dei Sudeti in Cecoslovacchia. La Polonia, avversaria della Cecoslovacchia da venti anni, pretese la cessione di Teschen, dove i polacchi rappresentavano la maggioranza della popolazione. Di fronte alla minaccia di guerra, la Cecoslovacchia cedette la regione, che venne annessa dalla Polonia il 2 ottobre 1938.
Dopo la dissoluzione della Cecoslovacchia, avvenuta nel marzo 1939, la Germania chiese alla Polonia di diventare un suo stato satellite in funzione anti-Comintern. Inoltre la Germania chiese la restituzione di Danzica, in quel momento città con popolazione tedesca in unione doganale con la Polonia, e un collegamento extraterritoriale con Danzica e la Prussia orientale. La Polonia rifiutò. Alla vigilia dell'invasione tedesca del 1º settembre 1939 la Polonia era alleata con la Francia e la Romania. Nel marzo 1939 la Francia e la Gran Bretagna annunciarono che, se la Germania avesse invaso la Polonia, sarebbero entrate in guerra. La Polonia sperava che una guerra su due fronti potesse dissuadere la Germania dal dare avvio alle ostilità. Tuttavia Hitler, pur credendo che la Francia e la Gran Bretagna stessero bleffando, volle sistemare la questione sovietica, siglando un accordo nell'agosto 1939 con il quale veniva spartita la Polonia. Al momento dell'invasione tedesca, la Polonia era impreparata ad affrontare il conflitto con la Germania.

### Corridoio polacco e Danzica
La Germania voleva la restaurazione dei propri confini orientali antecedenti al 1918; fece così una serie di richieste alla Polonia in merito al territorio del "corridoio".. La Germania insisteva che si dovesse tenere un referendum nel "corridoio", al quale potesse partecipare solamente chi vi abitava prima del 1918. Si parlava anche di scambio di popolazioni . Danzica sarebbe diventata parte della Germania. Era prevista anche la costruzione di un'autostrada di collegamento con la Prussia orientale. Dopo le garanzie avute da Gran Bretagna e Francia, le trattative sul corridoio si arenarono.

### Politica e diplomazia
- Cienciala, Anna M.,  and Titus Komarnicki. From Versailles to Locarno: keys to Polish foreign policy, 1919–25 (University Press of Kansas, 1984) online
- Davies, Norman. White Eagle, Red Star: The Polish-Soviet War 1919-1920 and The Miracle on the Vistula (2003)
- Drzewieniecki, Walter M. "The Polish Army on the Eve of World War II," Polish Review (1981) 26#3 pp 54-64. in JSTOR
- Garlicki, Andrzej. Józef Piłsudski, 1867-1935 (New York: Scolar Press 1995), scholarly biography; one-vol version of 4 vol Polish edition
- Hetherington, Peter. Unvanquished: Joseph Pilsudski, Resurrected Poland, and the Struggle for Eastern Europe (2012) 752pp
- Jędrzejewicz, W. Piłsudski. A Life for Poland (1982), scholarly biography
- Karski, Jan. The great powers and Poland: From Versailles to Yalta (2014)
- Kochanski, Halik. The Eagle Unbowed: Poland and the Poles in the Second World War (2012)
- Polonsky, A. Politics in Independent Poland, 1921-1939: The Crisis of Constitutional Government (1972)
- Remak, Joachim. The Nazi Years: A Documentary History. Prospect Heights, IL: Waveland Press, 1990. Originally published Englewood Cliffs, NJ: Prentice-Hall, 1969. ISBN 978-1-4786-1006-9.
- Riekhoff, H. von.  German-Polish Relations, 1918-1933 (Johns Hopkins University Press 1971)
- Rothschild, J. Piłsudski's Coup d'État (New York: Columbia University Press 1966)
- Seidner, Stanley S. "The Camp of National Unity: An Experiment in Domestic Consolidation," The Polish Review 20 (2-3): 231-236
- Shirer, William L. The Rise and Fall of the Third Reich: A History of Nazi Germany. New York: Simon and Schuster, 2011. Originally published New York: Simon and Schuster, 1950. ISBN 978-1-4516-5168-3.
- Wandycz, P. S. Polish Diplomacy 1914-1945: Aims and Achievements (1988)
- Wandycz, P. S. Soviet-Polish Relations, 1917-1921 (Harvard University Press 1969)
- Wandycz, P. S. The United States and Poland (1980)
- Williamson, David G. Poland Betrayed: The Nazi-soviet Invasions of 1939 (2011), pp 1-62
- Zamoyski, Adam. Warsaw 1920: Lenin's Failed Conquest of Europe (2008)

### Aspetti sociali ed economici
- Abramsky, C. et al. eds. The Jews in Poland (Oxford: Blackwell 1986)
- Bartoszewski, W. and Polonsky, A., eds. The Jews in Warsaw. A History (Oxford: Blackwell 1991)
- Blanke, R. Orphans of Versailles. The Germans in Western Poland, 1918-1939 (1993)
- Gutman, Y. et al. eds. The Jews of Poland Between Two World Wars (1989).
- Heller, C. S. On the Edge of Destruction. Jews of Poland Between the Two World Wars (1977)
- Hoffman, E. Shtetl. The Life and Death of a Small Town and the World of Polish Jews (1999).
- Landau, Z. and Tomaszewski, J. The Polish Economy in the Twentieth Century (Routledge, 1985)
- Olszewski, A. K. An Outline of Polish Art and Architecture, 1890-1980 (Warsaw: Interpress 1989.)
- Roszkowski, Wojciech.  Landowners in Poland, 1918-1939 (Cambridge University Press, 1991)
- Roszkowski, Wojciech. "Large Estates and Small Farms in the Polish Agrarian Economy between the Wars (1918-1939)," Journal of European Economic History (1987) 16#1 pp 75-88
- Taylor, J. J. The Economic Development of Poland, 1919-1950 (Cornell University Press 1952)
- Thomas, William I., and Florian Znaniecki. The Polish Peasant in Europe and America (2 vol. 1918); classic sociological study; complete text online free
- Wynot, E. D. Warsaw Between the Wars. Profile of the Capital City in a Developing Land, 1918-1939 (1983)
- Żółtowski, A. Border of Europe. A Study of the Polish Eastern Provinces (London: Hollis & Carter 1950)
- Eva Plach, "Dogs and dog breeding in interwar Poland," Canadian Slavonic Papers 60, no 3-4

### Storiografia
- Kenney, Padraic. “After the Blank Spots Are Filled: Recent Perspectives on Modern Poland,” Journal of Modern History (2007) 79#1 pp 134–61, in JSTOR
- Polonsky, Antony. "The History of Inter-War Poland Today," Survey (1970) pp143–159.

### Fonti primarie
- 1932 Statistical Yearbook,  (Mały rocznik statystyczny 1932) complete text (in Polish)